# Zoran Radović
Zoran Radović (in serbo Зоран Радовић?; Belgrado, 17 febbraio 1961) è un ex cestista jugoslavo.

## Carriera
Con la Jugoslavia ha disputato due edizioni dei Campionati mondiali (1982, 1986) e tre dei Campionati europei (1985, 1987, 1989).

## Palmarès
- Coppa di Jugoslavia: 1

OKK Belgrado: 1993